# فرودگاه بین‌المللی سائو پائولو گوارولوس
فرودگاه بین‌المللی سائو پائولو گوارولوس (به انگلیسی: São Paulo-Guarulhos International Airport) (به زبان بومی: Aeroporto Internacional de São Paulo/Guarulhos–Governador André Franco Montoro) یک فرودگاه همگانی و نظامی مسافربری با کد یاتا GRU است و دارای دو باند فرود با سطح آسفالت و به طول باند های ۳۰۰۰ و ۳۷۰۰ متر است. این فرودگاه در شهر سائو پائولو کشور برزیل قرار دارد و در ارتفاع ۷۵۰ متری از سطح دریا واقع شده‌است.

## شرکت‌های هواپیمایی و مقصدهای پروازی

### مسافری
| شرکت‌های هواپیمایی                                   | مقصدهای پروازی |
| --------------------------------------------------- | --- |
| ارولینیاس آرژانتیناس                                | محله هوایی یورگ نوبری، مینیسترو پیستارینی |
| ارولینیاس آرژانتیناس اجرا توسط اوسترال لینئاس آئراس | محله هوایی یورگ نوبری |
| آئرومکزیکو                                          | مکزیکو سیتی |
| ایر کانادا                                          | پیرسون تورنتو |
| ایر چاینا                                           | پکن، مادرید-باراخاس |
| ایر اروپا                                           | مادرید-باراخاس |
| ایر فرانس                                           | شارل دوگل پاریس |
| آلیتالیا                                            | لئوناردو دا وینچی-فیومیچینو |
| امریکن ایرلاینز                                     | دالاس-فورت ورث، لس‌آنجلس، میامی، جان اف کندی |
| اویانکا                                             | ال دورادو |
| اویانکا برزیل                                       | سانتا ماریا، تانکردو نوس (برقراری مجدد از ۲۱ اوت ۲۰۱۷), برازیلیا، چاپکو، کامپوگرانده، مارشال روندو، آفونسو پنا، هرکیلیو لوز، پینتو مارتینز، فوز دو ایگواسو، سانتا جنووا، خوازیرو دو نورته، میامی، گریتر نیتل، مینیسترو ویکتور کوندر,جان اف. کندی (start December 2017), پترولینا، سلگدو فیلهو، ریکایف، ریو دوژانیرو گالیائو، دپوتادو لوئیس ادواردو مگاهاس، کومودورو ارتورو مرینو بنیتز |
| اویانکا پرو                                         | خورخه چاوز |
| آزول برزیلین ایرلاینز                               | ول د کائس، تانکردو نوس، بلوو هوریزونت/پامپولها – کارلوس درامند داندراد، برازیلیا، کسکول، مارشال روندو، آفونسو پنا، ایله‌وس یرگ امادو، پینتو مارتینز، لوندرینا، ادواردو گومز، منطقه‌ای مارینگا، سلگدو فیلهو، پورتو وییو، ریکایف، سانتوس دومنت، دپوتادو لوئیس ادواردو مگاهاس، اوبرلانجه، اوریکو داگویار سالاس |
| بولیویانا دو اویاسیون                               | خورخه ویلسترمان، ویرو ویرو |
| بریتیش ایرویز                                       | هیترو لندن |
| کوپا ایرلاینز                                       | توکومن |
| دلتا ایرلاینز                                       | هارتسفیلد-جکسون آتلانتا، متروپولیتن شهرستان وین دیترویت، جان اف کندی، اورلاندو |
| هواپیمایی امارات                                    | دوبی |
| هواپیمایی اتیوپی                                    | بوول، لومه-توکین |
| گول ایر ترنسپورت                                    | سانتا ماریا، سیلویو پتیروسی، ول د کائس، تانکردو نوس، برازیلیا، محله هوایی یورگ نوبری، مینیسترو پیستارینی، کامپوگرانده، کاکسیاس دو سول، چاپکو، اینگنیرو ارناوتیکو امبرسیو تاراولا، مارشال روندو، آفونسو پنا، هرکیلیو لوز، پینتو مارتینز، فوز دو ایگواسو، سانتا جنووا، ایله‌وس یرگ امادو، پرزیدانت کاسترو پینتو، خوازیرو دو نورته، لوندرینا، مکاپا، زومی دوس پالمیراس، ادواردو گومز، منطقه‌ای مارینگا، گاورنر فرنسیسکو گابریلی، مونتس کلارو، کراسکو، گریتر نیتل، مینیسترو ویکتور کوندر، پترولینا، سلگدو فیلهو، پورتو سگورو، پورتو وییو، پونتا کانا، ریکایف، ریو برانکو، ریو دوژانیرو گالیائو، سانتوس دومنت، دپوتادو لوئیس ادواردو مگاهاس، کومودورو ارتورو مرینو بنیتز، ویرو ویرو، مارشال کونیا ماچادو، ترسینا، اوریکو داگویار سالاس فصلی: کاپیتان دا کوربتا کارلووس برندزینو کوربلو چارتر فصلی: مارتینیک امه سزر                                              |
| ایبریا ایرلاین                                      | مادرید-باراخاس |
| کاال‌ام                                              | اسخیپول آمستردام |
| لان آرژانتین                                        | محله هوایی یورگ نوبری، مینیسترو پیستارینی |
| تام ایرلاینز                                        | سانتا ماریا، بارسلونا-ال پرات، ول د کائس، تانکردو نوس، برازیلیا، محله هوایی یورگ نوبری، مینیسترو پیستارینی، ال دورادو، کامپوگرانده، اینگنیرو ارناوتیکو امبرسیو تاراولا، مارشال روندو، آفونسو پنا، هرکیلیو لوز، پینتو مارتینز، فوز دو ایگواسو، فرانکفورت، سانتا جنووا، ایله‌وس یرگ امادو، پرزیدانت کاسترو پینتو، اولیور تامبو، ژوینویلی-لئارو کارنئیرو د لویولا، خورخه چاوز، هیترو لندن، لوندرینا، زومی دوس پالمیراس، مادرید-باراخاس، ادواردو گومز، مکزیکو سیتی، میامی، میلانو مالپنسا، کراسکو، گریتر نیتل، مینیسترو ویکتور کوندر، جان اف کندی، اورلاندو، شارل دوگل پاریس، سلگدو فیلهو، پورتو سگورو، کاپیتان دا کوربتا کارلووس برندزینو کوربلو، ریکایف، ریو برانکو، ریو دوژانیرو گالیائو، رسریو – ایسلس ملوینس، دپوتادو لوئیس ادواردو مگاهاس، ویرو ویرو، کومودورو ارتورو مرینو بنیتز، مارشال کونیا ماچادو، اوریکو داگویار سالاس فصلی: تنینته لوییس کندلاریا |
| لان ایرلاینز                                        | کومودورو ارتورو مرینو بنیتز |
| لاتام پاراگوئه                                      | سیلویو پتیروسی |
| لان پرو                                             | خورخه چاوز |
| لوفت‌هانزا                                           | فرانکفورت |
| پاساردو لینهاس آئرئاس                               | کسکول، لایت لوپژ، ویتوریا دا کونکیستا |
| هواپیمایی قطر                                       | مینیسترو پیستارینی، حمد |
| هواپیمایی پادشاهی مراکش                             | محمد پنجم |
| هواپیمایی آفریقای جنوبی                             | اولیور تامبو |
| سوئیس اینترنشنال ایرلاینز                           | زوریخ |
| تاگ آنگولا ایرلاینز                                 | کواترو دو فرویرو |
| تاپ پرتغال                                          | لیسبون پورتلا، فرنسیسکو جسا کارنئیرو |
| ترکیش ایرلاینز                                      | مینیسترو پیستارینی، آتاترک |
| یونایتد ایرلاینز                                    | اوهر شیکاگو، جرج بوش، لیبرتی نیوآرک، دالس واشینگتن |

### باری
| شرکت‌های هواپیمایی   | مقصدهای پروازی                                                                                   |
| ------------------- | ------------------------------------------------------------------------------------------------ |
| اویانکا برزیل       | ادواردو گومز                                                                                     |
| LATAM Cargo Brasil  | ول د کائس، برازیلیا، پینتو مارتینز، ادواردو گومز، ریکایف                                         |
| Rio Linhas Aéreas   | برازیلیا، مارشال روندو، ادواردو گومز، ریکایف، ریو دوژانیرو گالیائو، دپوتادو لوئیس ادواردو مگاهاس |
| Total Linhas Aéreas | تانکردو نوس، آفونسو پنا، هرکیلیو لوز، پینتو مارتینز، سلگدو فیلهو، دپوتادو لوئیس ادواردو مگاهاس   |